# Vals peruviano
Il Vals peruviano, o Vals criollo, è un adattamento del valzer europeo portato nelle Americhe durante il periodo coloniale dalla Spagna. Nel Vicereame del Perù, il valzer si è gradualmente adattato al gusto del popolo creolo (criollo). Nel XX secolo il genere è diventato il simbolo della cultura della nazione in quanto ha guadagnato una popolarità diffusa nel paese.

## Storia
"La Guardia Vieja", tradotto come "la vecchia guardia", fu un periodo di tempo in Perù circa dal 1900 al 1920 in cui, come risultato della combinazione di elementi musicali europei, afro-peruviani e indigeni, i vals criollo emersero tra i pubblico. La musica è caratterizzata dall'uso del triplo metro, a volte composto da un duplice tempo e i testi consistono in versi in forma strofica con ritornelli intercalati. Durante gli anni '20 e '30, il vals criollo divenne la principale espressione musicale della classe operaia urbana, con i suoi testi che riflettevano la loro personalità culturale, i conflitti e i sistemi di valori. Compositori come Felipe Pinglo Alva, Laureano Martinez, Carlos Saco, Filomeno Ormeño Belmonte e Alicia Maguiña hanno arricchito e guidato la musica di quel periodo.

## Sviluppi
Negli anni '40 gruppi come Los Trovadores del Perú, Los Chalanes del Perú e successivamente Los Morochucos y Los Embajadores Criollos crearono un unico sound che rese il Vals Criollo, come veniva ora chiamato, e la musica più distinti dal Valzer europeo e dalle altre danze del Sud America come il tango. Negli anni '50, la compositrice e cantante popolare Chabuca Granda contribuì a rendere la musica largamente conosciuta in tutta l'America Latina e il nome Vals Peruviano (Vals Peruano) nel tempo venne usato per riferirsi alla danza in paesi al di fuori del Perù. Al culmine della sua popolarità nazionale e internazionale, le sonorità degli anni '50 e degli anni '70 furono introdotti nel Vals Peruviano da musicisti e cantanti come Lucha Reyes, Los Morochucos, Los Troveros Criollos, Fiesta Criolla e successivamente Eva Ayllón, Arturo "Zambo" Cavero e Oscar Avilés.
Nei tempi moderni, il Vals Peruviano, sebbene più morbido e meno tradizionale di prima, rimane ancora un simbolo molto popolare della cultura peruviana e detiene ancora un certo grado di popolarità nella società latinoamericane.

## Musica
La musica criolla come il vals criollo comprende in genere due strumenti principali che rappresentano simbolicamente il patrimonio europeo e africano: la chitarra e il cajón. Tipicamente, il chitarrista solista suona assoli e frasi fortemente pizzicate sulle corde superiori, mentre un secondo chitarrista esegue ritmicamente dei riff (bordones) sulle due corde più basse e strimpella ritmicamente. Nella prima parte del ventesimo secolo, le chitarre, il battere delle mani e il canto erano la tradizionale strumentazione. Entro la metà del XX secolo, fu inserito il cajón, che provvedeva alla base ritmica per la musica.